# Eva Heller
Eva Heller (8 de abril de 1948 - 31 de janeiro de 2008) foi uma escritora e cientista social alemã.

## Carreira
Como escritora, ela publicou em uma ampla gama de gêneros, incluindo romances, livros infantis e obras de não-ficção.

### Cores e emoções
No livro “A Psicologia das Cores: Como as cores afetam a emoção e a razão”, Heller revela os resultados de um estudo sobre como as cores afetam o psicológico do ser humano.